# Karaops ngarutjaranya
Karaops ngarutjaranya là một loài nhện trong họ Selenopidae. Loài này phân bố ở Úc.
Loài này thuộc chi Karaops. Karaops ngarutjaranya được Sarah C. Crews & Harvey miêu tả năm 2011.